# Raúl Lozano

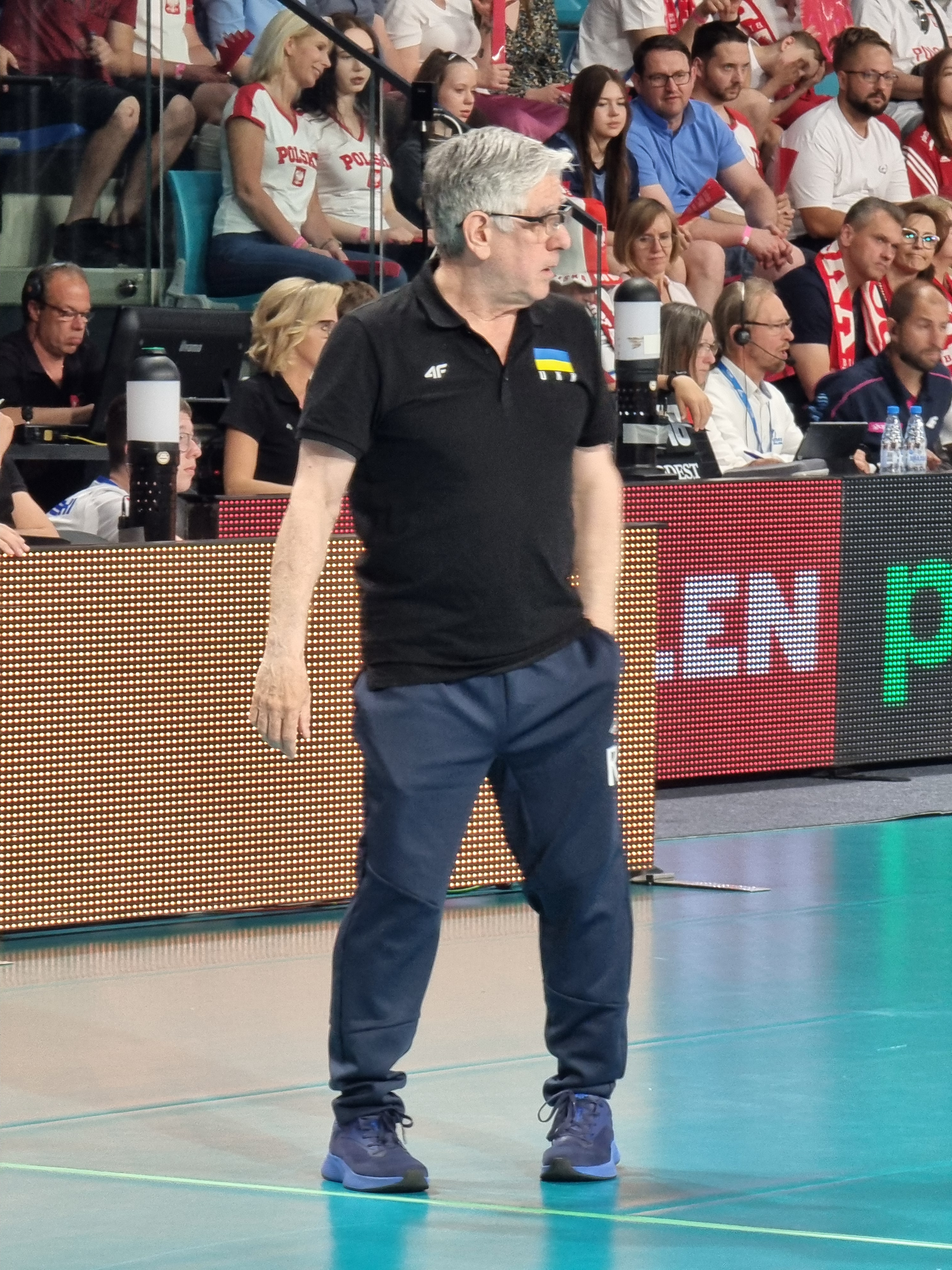
Raúl Lozano trenerem reprezentacji Ukrainy w 2024 roku

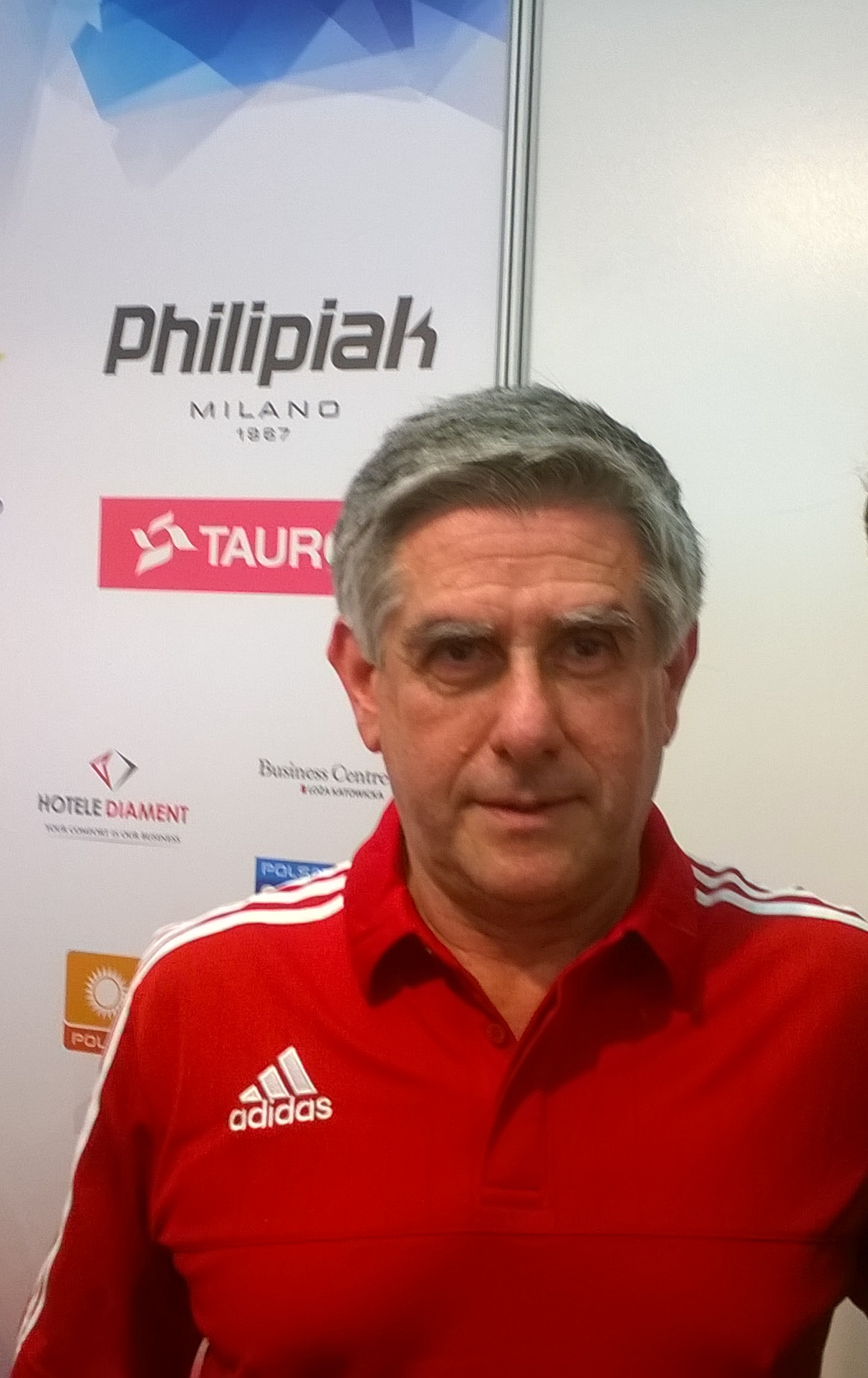
Raúl Lozano na spotkaniu z kibicami przed Meczem Gwiazd - Pożegnanie Pawła Zagumnego w katowickim Spodku, 11 września 2016

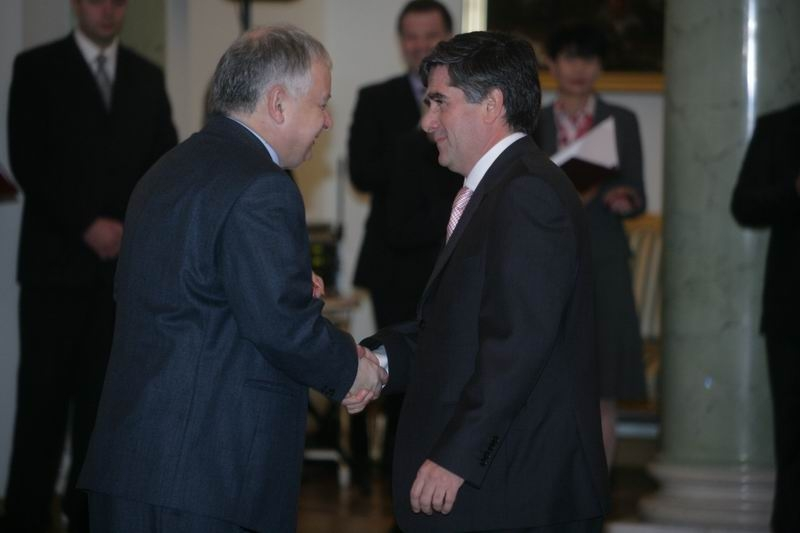
Raúl Lozano w Pałacu Prezydenckim w grudniu 2006 roku

Raúl Lucio Lozano (ur. 3 września 1956 w La Placie) – argentyński trener siatkarski i siatkarz, w latach 2005–2008 selekcjoner reprezentacji Polski, z którą w 2006 zdobył wicemistrzostwo świata.
Jako zawodnik Lozano grał na pozycji rozgrywającego, jednak jako trener osiągnął wiele sukcesów na skalę światową. W latach 1974–87 pracował w ojczyźnie, trenując m.in. Ferro Carril Oeste. Następnie przeniósł się do Włoch, gdzie przez kilka lat prowadził czołowe drużyny. W karierze klubowej zdobył m.in. Puchar CEV, Klubowe Mistrzostwo Świata, mistrzostwo Włoch, Superpuchar Włoch czy 3 złote medale ligi argentyńskiej. Z klubowej drogi trenerskiej Lozano zszedł również na ścieżkę kadrową. 2-krotnie prowadził reprezentację Hiszpanii (1994–1997 oraz 1999–2000), a także kadry Polski i Niemiec. Największymi sukcesami jest wicemistrzostwo świata zdobyte w 2006 z polską drużyną oraz 5. miejsce na igrzyskach olimpijskich w Pekinie.
W sezonie 2015/2016 był I trenerem zespołu Cerrad Czarnych Radom, grających w polskiej PlusLidze. Od listopada 2015 Raúl Lozano piastował stanowisko selekcjonera reprezentacji Iranu.

## Życie prywatne
Z żoną Laurą ma syna Matiasa urodzonego 2 lutego 1996 w Barcelonie. Obok obywatelstwa argentyńskiego ma też włoskie i hiszpańskie. Ukończył studia inżynierskie oraz szkołę menedżerów w Argentynie.

## Kariera trenerska
Grał zawodowo w lidze argentyńskiej na pozycji rozgrywającego, jednak swoje największe sukcesy odniósł jako trener. Jest uznawany za jednego z najlepszych szkoleniowców świata. Karierę trenerską rozpoczął od prowadzenia drużyn młodzieżowych (Estudientes de la Plata, w latach 1974–1978, oraz w latach 1978–1981 − Gimnasia y Esprima la Plata).
Jako trener drużyn seniorskich pracuje od 1981 roku.
W Argentynie prowadził drużyny: Gimnasia & Esprima la Plata (1978–1981), Obras de Sanitarias (1981–1983) i Ferro Caril Oeste Ok (1983–1987; z zespołem tym zdobył mistrzostwo Argentyny oraz Puchar Ameryki Południowej).
W 1987 roku rozpoczął pracę w lidze włoskiej; był trenerem drużyn drugoligowych: Rex Pordenone (1987–1988) i Cedisa Salerno (1988–1989) oraz pierwszoligowych: Olio Venturi Spoleto (1990–1991) i Misura/Milan Volley (1991–1993; dwukrotne wicemistrzostwo Włoch, klubowe mistrzostwo świata, Puchar Zdobywców Pucharów).
W latach 1994–1996 był trenerem reprezentacji Hiszpanii, z którą zdobył srebrny medal na uniwersjadzie w Japonii.
W 1997 powrócił do ligi włoskiej jako trener pierwszoligowych: Lube Banca Marche Macerata (1997–1998, brązowy medal mistrzostw Włoch, trzecie miejsce w Pucharze CEV) oraz Iveco Palermo (1998–2000, dwukrotnie brązowy medal mistrzostw Włoch, Puchar CEV 2000). W latach 1999–2000 był także trenerem reprezentacji Hiszpanii, z którą zdobył V miejsce w Lidze Światowej i na Pucharze Świata (1999) oraz IX miejsce na igrzyskach olimpijskich (2000).
Od 2000 był trenerem włoskiego Sisleya Treviso (2000–2001, mistrzostwo Włoch, finał Pucharu Włoch, Superpuchar Włoch, finał Ligi Mistrzów). Pracował również jako wykładowca na kursach trenerskich.
W 2002 roku został trenerem greckiego Iraklisu Saloniki (2002–2003, wicemistrzostwo Grecji), a w 2003 ponownie Lube Banca Marche Macerata (2003–2004).
17 stycznia 2005 wygrał konkurs na stanowisko selekcjonera siatkarskiej reprezentacji Polski.
Jego osiągnięcia na tym stanowisku to:
- IV miejsce w Lidze Światowej w 2005
- V miejsce na mistrzostwach Europy w 2005
- I miejsce w IV Memoriale Huberta Wagnera w 2006
- II miejsce na mistrzostwach świata w 2006
- IV miejsce w Lidze Światowej w 2007
- V miejsce w Lidze Światowej w 2008
- I miejsce w VI Memoriale Huberta Wagnera w 2008
- V miejsce na igrzyskach olimpijskich w Pekinie w 2008

16 września 2008 zarząd PZPS zdecydował o nieprzedłużeniu kontraktu, który wygasł 31 grudnia 2008 roku. Niedługo potem został trenerem reprezentacji Niemiec.  Z tej funkcji został zwolniony ze skutkiem natychmiastowym 5 listopada 2011 z powodu podważenia zaufania między nim a drużyną.
Od 29 kwietnia 2015 roku był trenerem Cerradu Czarni Radom, siatkarzy z Mazowsza prowadził jednak tylko w sezonie 2015/2016, gdyż w listopadzie 2015 został selekcjonerem reprezentacji Iranu. Głównym kontrkandydatem Argentyńczyka o posadę szkoleniowca Irańczyków był inny selekcjoner reprezentacji Polski Andrea Anastasi. W latach 2017–2019 prowadził reprezentację Chin.

## Największe sukcesy jako trener
- Mistrzostwa Świata:
  -  2006
- Liga Europejska:
  -  2009
- Klubowe Mistrzostwa Świata:
  -  1992
  -  1991
- Liga Mistrzów:
  -  2001
- Puchar CEV:
  -  1999
  -  1998
- Puchar Europy Zdobywców Pucharów:
  -  1993
  -  1992, 1994
- Mistrzostwa Włoch:
  -  2001
  -  1993, 1994
  -  1992, 1998, 1999
- Puchar Włoch:
  -  1992, 2001
  -  1994
- Superpuchar Włoch:
  -  2000
- Mistrzostwa Grecji:
  -  2003
- Puchar Mistrzów Ameryki Płd.:
  -  1987
- Mistrzostwa Argentyny:
  -  1983, 1985, 1987
- Puchar Argentyny:
  -  1982

## Wyróżnienia
- Uznany  przez La Gazzetta dello Sport za najlepszego trenera we Włoszech w roku 2004.
- Laureat nagrody "Trener Roku" w plebiscycie Gali Mistrzów Polskiego Sportu TVP 6 stycznia 2007
- Człowiek Roku 2007 Wirtualnej Polski.
- Człowiek i Trener Roku 2007 czytelników miesięcznika "Super Volley".

6 grudnia 2006 za wybitne zasługi dla rozwoju polskiego sportu, za osiągnięcia w pracy szkoleniowej, Prezydent RP Lech Kaczyński odznaczył go Krzyżem Kawalerskim Orderu Odrodzenia Polski.